# Take a Look Over Your Shoulder
Take a Look Over Your Shoulder è il secondo album in studio del rapper statunitense Warren G, pubblicato il 25 marzo 1997 dalla Def Jam Recordings.
Nell'album il rapper si distaccò dai suoni g-funk che contraddistinguevano il precedente album, e a detta della critica musicale, il risultato rese il sound dell'album altrettanto di qualità, mentre le parti rappate di Warren G più povere e generiche.

## Tracce
1. Star Trek Intro – 0:30
2. Annie Mae (featuring Nate Dogg) – 3:52
3. Smokin' Me Out (featuring Ron Isley) – 3:40
4. Ricky in Church – 0:30
5. Reality – 3:30
6. Ricky and G-Child – 0:17
7. Young Fun (featuring Knee-Hi and Jayo Felony) – 3:36
8. What We Go Through (featuring Mr. Malik, Perfec and Bad Azz) – 3:41
9. We Brings Heat (featuring The Twinz and Da Five Footaz) – 3:46
10. Transformers – 3:01
11. Reel Tight Intro – 0:20
12. Relax Ya Mind (featuring Reel Tight) – 3:29
13. To All D.J.'s – 3:00
14. Back Up – 3:46
15. Can You Feel It – 3:20
16. I Shot the Sheriff – 4:10

Traccia bonus
1. What's Love Got to Do With It – 4:17

## Classifiche
| Classifica (1997)           | Posizione più alta |
| --------------------------- | ------------------ |
| Australia                   | 22                 |
| Canada                      | 20                 |
| Francia                     | 14                 |
| Germania                    | 8                  |
| Paesi Bassi                 | 11                 |
| Nuova Zelanda               | 10                 |
| Svezia                      | 25                 |
| Svizzera                    | 9                  |
| Regno Unito                 | 20                 |
| Stati Uniti                 | 11                 |
| Stati Uniti (R&B & hip-hop) | 4                  |